# Євсевій з Верчеллі
Євсевій Верчеллі (бл. 2 березня 283 — 1 серпня 371) — єпископ із Сардинії, зарахований до лику святих. Разом з Афанасієм апелював за божественність Ісуса проти аріанства.

## Біографія
Євсевій народився на Сардинії в 283 році. Після мученицької смерті батька, мати забрала його до Рима, де згодом він став лектором. Євсевій став першим єпископом у Верчеллі (Північна Італія), ймовірно, на початку-середині 340-х років. Згідно з листом Амвросія до конгрегації у Верчеллі через два десятиліття після смерті Євсевія, місцеві лідери визнали його побожність і таким чином обрали його, а не місцевих кандидатів (Epistola lxiii, Ad Vercellenses). Натхненний життям святого Антонія та святого Афанасія, заснував у Верчеллі громаду священників, що нагадувала чернечу громаду. Цей кеновій, у свою чергу, надихнув інших — Гауденція з Новари, Євстасія Аостського і Максима Туринського. Був першим єпископом, який жив спільно з духовенством, віддаючи всі сили, щоб сформувати їх у побожності та ревності. З цієї причини канони святого Августина вшановують його разом з Августином як свого засновника.
У 354 році папа Ліберій попросив Євсевія приєднатися до єпископа Люцифера з Кальярі, щоб подати прохання до імператора Констанція II в Мілані, благаючи імператора скликати раду для припинення розбіжностей щодо статусу Афанасія Александрійського та питання аріанства. Синод відбувся в Мілані в 355 році. Євсевій був присутній на соборі, але відмовився засудити Афанасія і тому був засланий спочатку до Скіфополісу в Сирії під пильним оком аріанського єпископа Патрофіла, якого Євсевій називає своїм тюремником, потім до Каппадокії і, нарешті, до Фіваїди, у Верхній Єгипет. Кілька листів про раду, написаних Євсевієм або ним, досі збереглися, як і два листи, написані ним під час заслання.
В останньому місці Євсевія тягали по вулицях і переслідували різними способами, але він ніколи не відмовився від католицької віри. Після приходу на престол Юліана вигнанні єпископи могли вільно повернутися на свої кафедри. Євсевій пройшов через Олександрію і там був присутній на Афанасійському соборі 362 року, який підтвердив божественність Святого Духа і православне вчення про Втілення. Синод також погодився як м'яко поводитися з розкаяними єпископами, які під тиском підписали аріанські віри, так і накласти суворі покарання на лідерів кількох аріанських фракцій.
Ще повертаючись додому, Євсевій перевіз рішення синоду в Антіохію і сподівався примирити там розкол. Церква була розділена між прихильниками Євстафія Антіохійського, який був скинутий і вигнаний аріанами в 331 році, і прихильниками мелетян. Оскільки обрання Мелетія в 361 році було здійснено переважно аріанами, євстафії не визнали його, хоча він урочисто проголосив свою православну віру після свого єпископського свячення. Олександрійський синод бажав, щоб Євсевій примирив Євстафія з єпископом Мелетієм, очистивши його обрання від усього, що могло бути незаконним, але Євсевій виявив, що Люцифер Кальярі також пройшов цим шляхом, і в односторонньому порядку посвятив Павліна, лідера Євстафії, як єпископ Антіохійський.
Не в змозі примирити угруповання, він продовжував рухатися додому, відвідуючи по дорозі інші церкви в інтересах поширення та зміцнення православної віри. Повернувшись у Верчеллі в 363 році, він продовжував бути лідером разом з Іларієм Пуатьє в перемозі аріанства в Західній церкві, і був одним із головних противників аріанського єпископа Авксентія Міланського. Помер у 370 або 371 роках.
Хоча в середні віки його іноді називали мучеником, це було більше для вшанування страждань, які він пережив, відстоюючи свою віру. Пізніші легенди про його мученицьку смерть не мають історичного підґрунтя. Римо-католицька церква відзначає його свято 2 серпня. Його колишнє свято 16 грудня приблизно збіглося з його зведенням на єпископа. Його нинішнє свято приблизно збігається з річницею його смерті. Йому присвячений собор Верчеллі.

На загальній аудієнції у жовтні 2007 року Папа Бенедикт XVI зазначив:
Тому пастирі, сказав Євсевій, повинні закликати вірних не вважати міста світу своїм постійним місцем проживання, а шукати майбутнього міста, остаточного небесного Єрусалиму. Цей «есхатологічний резерв» дає можливість пасторам і вірним зберегти належну шкалу цінностей, ніколи не підкоряючись сучасній моді та несправедливим вимогам нинішньої політичної влади. Справжня шкала цінностей, — здається, говорить усе життя Євсевія, — походить не від імператорів минулого чи сьогодення, а від Ісуса Христа...

## Писання

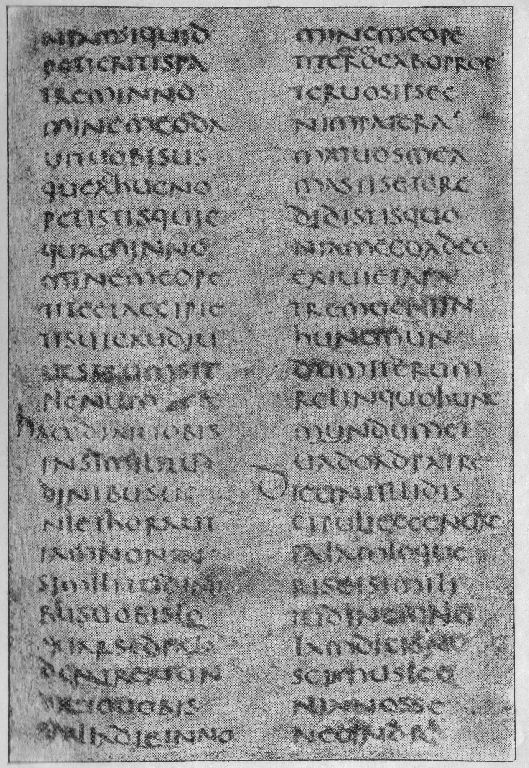
Частина Codex Vercellensis, яка, як вважають, була написана Євсевієм у 370 році.

- Три короткі листи Євсевія надруковані у Міня, Pat. лат., XII, 947-54 і X, 713-14.[1]
- Ієронім (Про відомих людей, c. lvi, і Epstle lxi, n. 2) приписує йому латинський переклад коментаря до псалмів, написаного спочатку грецькою Євсевієм Кесарійським; але ця робота втрачена.
- У соборі у Верчеллі зберігається Codex Vercellensis, найраніший рукопис старих латинських Євангелій («Кодекс а»), який, як вважають, був написаний Євсевієм, хоча зараз вчені схильні сумніватися у цьому.[5]
- Крюгер (Lucifer, Bischof von Calaris, Leipzig, 1886, 118–30) приписує Євсевію промову про хрещення Каспарі (Quellen sur Geschichte des Taufsymbols, Christiania, 1869, II, 132-40).
- Сповідання віри «Дес. Trinitate confessio», PL, XII, 959—968, який іноді приписують Євсевію, є підробним.[3]